# Rio Tormes
O rio Tormes é um rio de Espanha, afluente da margem esquerda do rio Douro onde desagua junto de Fermoselle localidade espanhola a cerca de 65 km de Zamora (a 1,1 km a jusante da barragem portuguesa de Bemposta), Nasce na Sierra de Gredos e corre ao longo de 284 km e tem uma bacia hidrográfica com 7096 km². É o rio que banha Alba de Tormes e Salamanca.
A cerca de 12 km da sua foz fica a barragem de Almendra, a qual cria umas das maiores albufeiras da península Ibérica a par com a albufeira de Alqueva.

## Afluentes
- Rio Barbellido
- Rio Aravalle
- Rio Becedillas
- Rio Valvanera
- Rio Alhándiga
- Rio Corneja
- Rio Almar

## Barragems no Rio Tormes
- Barragem de San Fernando
- Barragem de Santa Teresa
- Barragem de Villagonzalo
- Barragem de Almendra